# Блум, Юхан

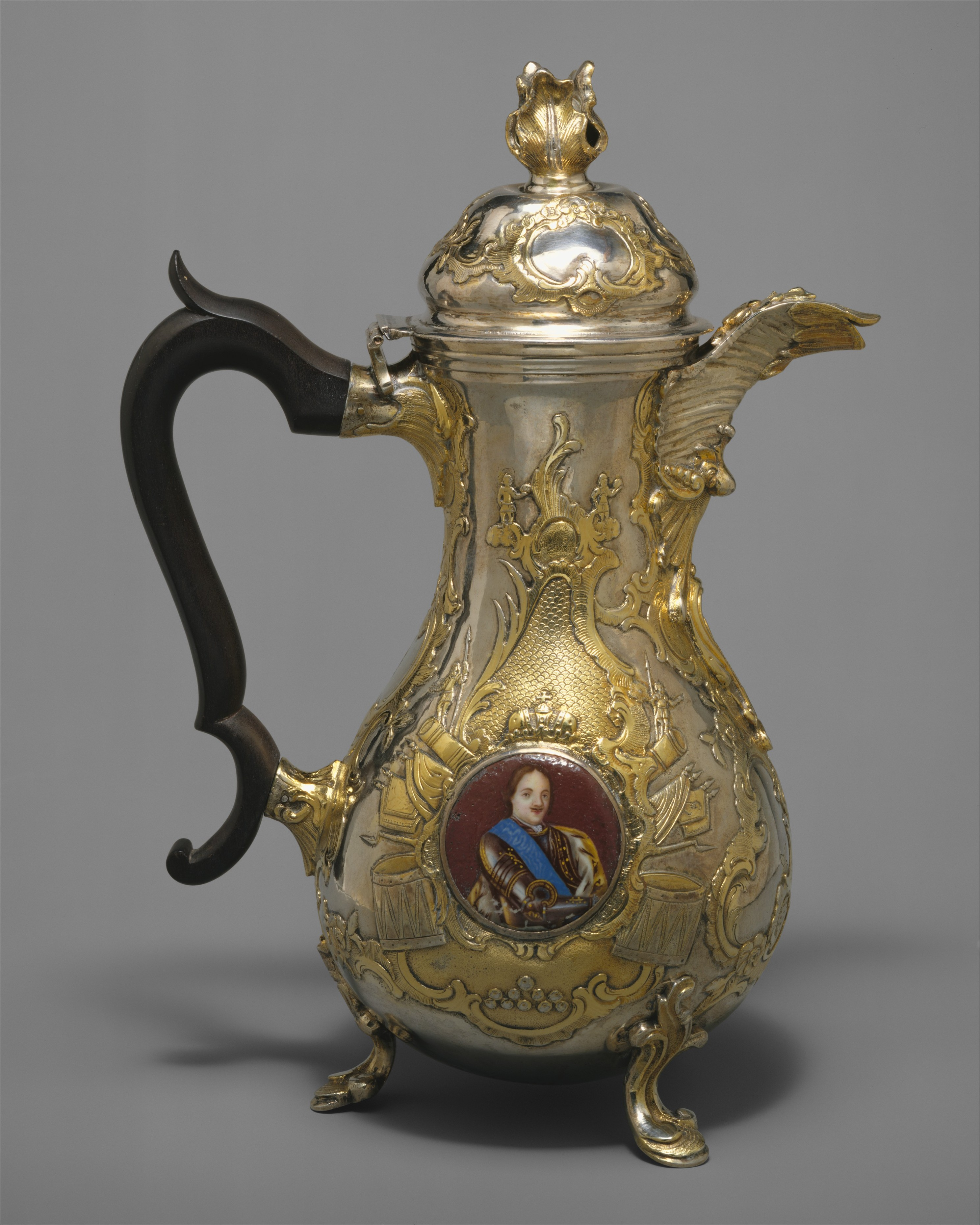

Юхан Хенрик Блум (швед. Johan Henrik Blom; ? Великое герцогство Финляндское — 1805, Санкт-Петербург, Российская империя) — известный финский ювелир XVIII века, поставщик Двора Его Императорского Величества.

## Биография
Родился во второй четверти XVIII века в Великом герцогстве Финляндском.
Обучался ювелирному делу в Выборге. В 1760 году приехал в Санкт-Петербург, где в 1766 году получил статус мастера, вступил в гильдию золотых и серебряных дел и открыл собственную мастерскую.
Изготовленный им в 1773 году серебряный кофейный сервиз хранится в экспозиции Метрополитан-музея (США).
В 1780 году мастер изготовил великолепную супницу для сервиза «Прометей», которую императрица Екатерина II использовала для обедов на природе в духе Руссо. Супница имеет круглую форму, подставку и выполнена в стиле французского неоклассицизма.
Блум работал также в паре с другим финским мастером — Самуэлем Мальмом, вместе с которым они изготовили ряд великолепных чайных и кофейных сервизов. В менее значительных работах, предназначенных для широкого употребления, мастера часто использовали старый стиль рококо: чайники делались круглой формы по образцу китайского фарфора, а грушевидные кофейники выполнялись в стиле рококо. Предметы имели массивный вид, обладали значительной прочностью и обильно золотились.